# Myrceugenia gertii
Myrceugenia gertii är en myrtenväxtart som beskrevs av Leslie Roger Landrum. Myrceugenia gertii ingår i släktet Myrceugenia och familjen myrtenväxter. Inga underarter finns listade i Catalogue of Life.